# Contes et légendes traditionnels du Japon

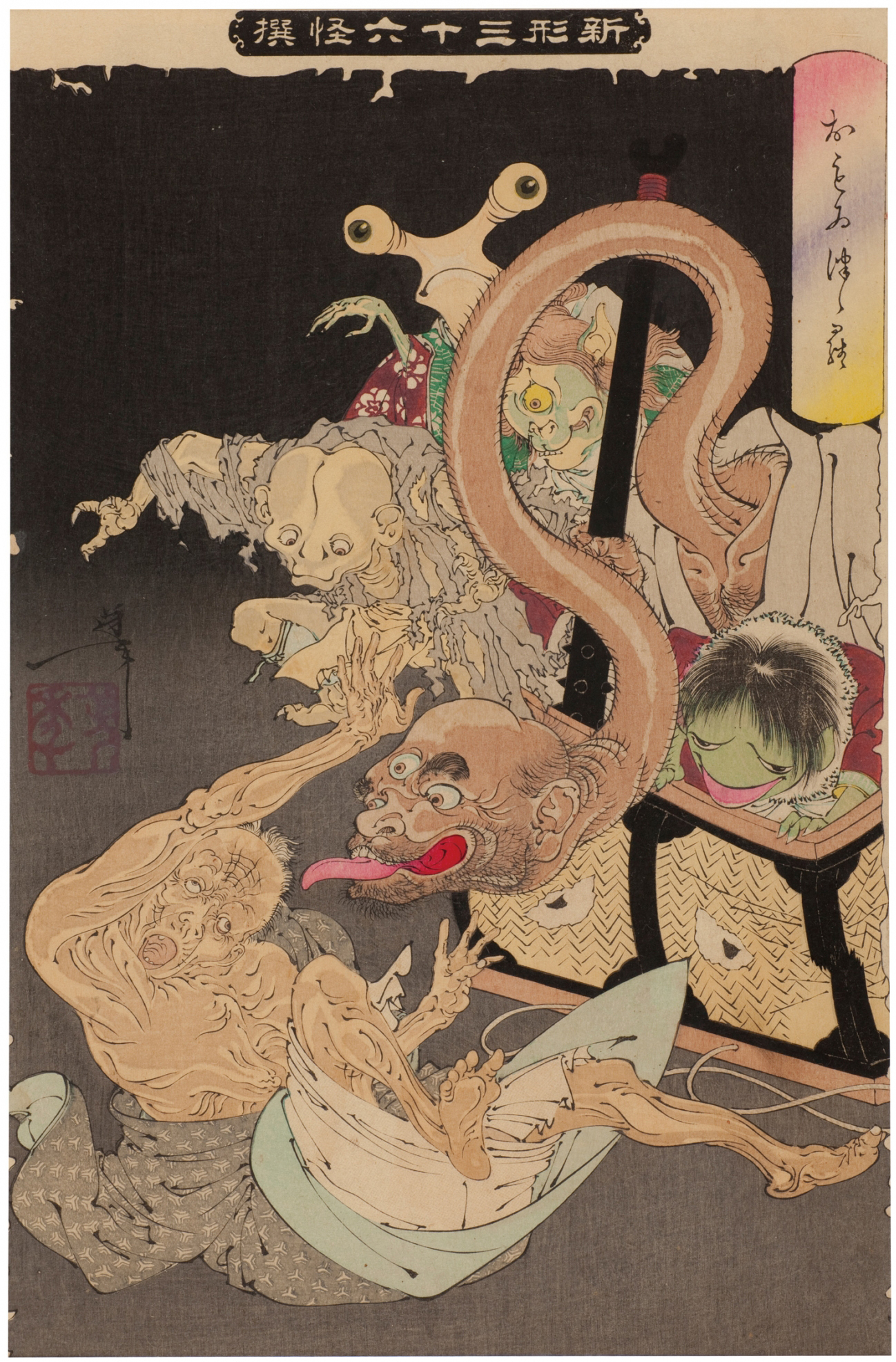
Le lourd panier (1892), de la série Trente-six fantômes, par Tsukioka Yoshitoshi.

Les contes et légendes traditionnels du Japon sont un des éléments du folklore japonais, fortement influencé par les deux principales religions du pays, le shinto et le bouddhisme. Les  personnages de ces récits sont placés dans des situations humoristiques ou bizarres face à des êtres surnaturels variés — bodhisattva, des kami (神, dieux et esprits), yōkai (妖怪, esprits monstres tels que oni, kappa et tengu), les obake (お化け, esprits métamorphes), yūrei (幽霊, fantôme), dragons, et autres animaux dotés de pouvoirs surnaturels, les trois plus récurrents étant le bake-gitsune (化け狐, l'esprit-renard), le bake-danuki (化け狸, tanuki-métamorphe), et le bakeneko (化け猫, chat-métamorphe).

## Historique
Beaucoup de contes du folklore japonais sont d'inspiration étrangère au pays. Il semble qu'ils proviennent pour la plupart des Indes (via la Chine) et de Chine même, occasionnellement du Tibet, de Birmanie ou de Corée. Peu à peu, ils ont été adaptés à la sensibilité japonaise jusqu'à devenir d'esprit purement japonais,. Par exemple, les contes concernant des singes ont été influencés par l'épopée sanscrite Ramayana et par Le Voyage en Occident, écrit classique chinois.
Les contes liés à la tradition bouddhiste theravâda (jataka) apparaissent également, mais modifiés, dans les contes populaires japonais,.
Les légendes d'origine véritablement japonaise sont de deux sortes : celles qui remontent au début de la religion shintō, douze siècles avant l'introduction du bouddhisme, et celles, plus récentes, datant du Moyen Âge japonais. Ces dernières sont inspirées de poèmes épiques et de hauts faits d'armes célèbres ainsi que par les aventures de moines bouddhistes ou de personnes occupant un rang élevé dans la cour impériale. Un nombre important d'écrits consignent leurs actions dans le moindre détail.
Trois périodes sont majeures à l'apparition des contes, légendes et de la mythologie japonaise. La période d'Asuka, première période bouddhiste de l'histoire du Japon, apporte les bases de la mythologie qui se développent ensuite durant la période Nara bien que la population rurale reste majoritairement shintoïste. C'est finalement durant la période heian qu'elle atteint son apogée avec l'assimilation de la culture chinoise, donnant lieu à de nombreuses productions littéraires comme Le Dit du Genji ainsi que le développement d'une culture aristocratique raffinée. 
Au milieu du XXe siècle, les conteurs vont de ville en ville racontant ces contes en s'accompagnant d'illustrations appelées kamishibai.
Les contes du folklore japonais sont divisés en plusieurs catégories : mukashibanashi (昔話, contes très anciens), namidabanashi (涙話, contes tristes), obakebanashi (お化け話, contes de fantômes), ongaeshibanashi (恩返し話, contes sur les récompenses en remerciement d'une faveur), tonchibanashi (頓知話/頓智話, contes spirituels, pleins d'esprit), waraibanashi (笑い話, contes humoristiques), et yokubaribanashi (欲張り話, contes de cupidité).

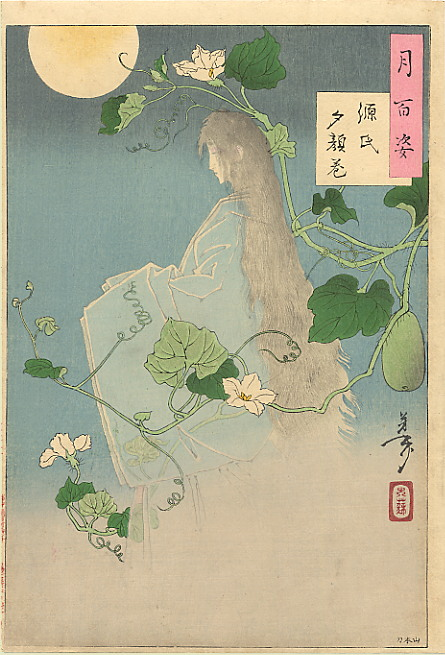
Le fantôme (1886) par Tsukioka Yoshitoshi.

## Les Contes et légendes du Japon (liste partielle)

### Légendes shinto
- La Création du monde et du Japon
- La Descente aux Enfers
- Iwayado, la retraite du Soleil
- Susanoo et le Dragon à huit têtes
- Urashima Tarō, le pêcheur qui sauve la vie d'une tortue et visite le fond de la mer
- Le Dragon d'Enoshima

### Légende confucéenne
- Komatzu Seichi, un modèle de piété filiale

### Contes bouddhiques
- Les arbres-nains
- Les six Jizô
- Le spectre du bonze
- Le saule du samuraï aussi connu sous le nom de Saule de Kyoto car on dit que le conte se déroule dans cette ville.

### Contes et légendes du Moyen Âge
- Le Sacrifice de Nakamitsu
- Les Deux daimyôs et leur serviteur
- La Mouche d'Himeji ou le Fantôme d'O Kiku et les Neuf assiettes (Banchō Sarayashiki)
- Le Remords de Kumagai
- Watanabe et la Sorcière de Kyoto
- Méduse et le Singe
- L'Holothurie

### Contes et légendes modernes
- Le chat-vampire de Nabeshima
- Hara et sa mère
- Rihei le marchand
- La reconnaissance du renard
- Le Miroir
- Une invention d'ivrogne
- La Fontaine de jouvence
- L'oni rouge qui pleurait
- La grande bataille des tanukis de Awa

### Contes merveilleux
- Kintarō, le garçon doté d'une force surhumaine, proche de l'Hercule de la mythologie romaine ;
- Momotarô, le garçon né d'une pêche, doté d’une force herculéenne ;
- Shoki, le tueur d’oni ;
- Issun-bōshi, le garçon de petite taille ;
- Bunbuku Chagama, la bouilloire à thé se transformant un animal, faisant le bonheur de son acquéreur ;
- Enma-o, le roi des Enfers ;
- Tamamo-no-Mae, la diabolique démone-renarde à neuf queues, infiltrant la cour impériale sous la forme d’une belle courtisane ;
- Hakuzōsu le renard blanc qui se déguisa en moine ;
- La Pêcheuse de perles ;
- Le Moineau à la langue coupée (Shita-kiri Suzume) ;
- Kiyohime, le dragon vengeur ;
- Le Fantôme d'Oiwa Yotsuya Kaidan ;
- Kachi-kachi Yama, l'histoire d’un vieux couple aux prises avec un bake-danuki maléfique ;
- Le Vieillard qui faisait revivre les arbres morts (Hanasaka Jiisan) ;
- Kaguya-hime, le conte de la fille mystérieuse qui apparaît dans la coupe d'un bambou et vient de la capitale de la lune[7] ;
- Le sacrifice du lièvre.

## Notes et références

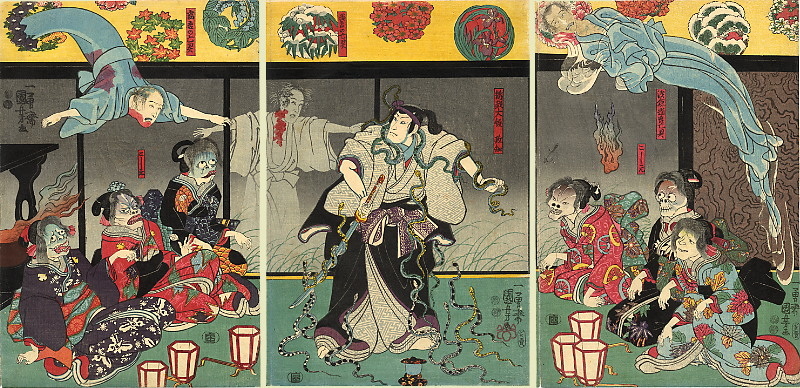
Les fantômes, v. 1850, par Kuniyoshi Utagawa